# Orihiv
Orihiv (în ucraineană Оріхів) este orașul raional de reședință al raionului Orihiv din regiunea Zaporijjea, Ucraina. În afara localității principale, nu cuprinde și alte sate.

## Demografie
Componența lingvistică a orașului Orihiv
     Ucraineană (90,23%)
     Rusă (9,34%)
     Alte limbi (0,18%)
Conform recensământului din 2001, majoritatea populației orașului Orihiv era vorbitoare de ucraineană (90,23%), existând în minoritate și vorbitori de rusă (9,34%).